# فؤاد حلمي
فؤاد حلمي  (14 نوفمبر 1922 -28 أكتوبر 2007) هو ملحن وموسيقي مصري.

## حياته ونشأته
ولد في 14 نوفمبر 1922 ودرس فنون الموسيقى في معهد فؤاد الأول للموسيقى الشرقية وكان زميلا لمحمد فوزى وكارم محمود وفايدة كامل وغيرهم وبعد ذلك عمل في التدريس الموسيقى في مدارس العباسية وبعد ذلك موجها للتربية الموسيقية بمديرية حلوان وايضا كان عضوا بلجنة الاستماع بالإذاعة.

## مسيرته
قدم الحانة لأصوات الإذاعات المصرية وكان أول أعماله للمطربه برلنتي حسن (الصوت الخالد) من نظم مصطفى عبد الرحمن وثانى عمل يا مجروحين عام 1951 وتتابعت أعماله على حناجر أهل الغناء ومنهم وبالاحرف الهجائيه المطرب إبراهيم حموده والذي غنى أنت اللى معايا من نظم حسين حلمي المانسترلي – بياع الفرح من نظم محمد علي أحمد غنى الثلاثى المرح من الحان البارع فؤاد حلمي افراح العيد نظم حسين طنطاوى، أنجب في عام 1960 ناصر وبعد ذلك محمد وأختهم منى وظل يعطى حتى اخر حياته الدنيويه.

## ألحانه
- فايزة أحمد: «بتسأل ليه عليا».
- عبد الحليم حافظ:«صحبة الورد».
- نجاة الصغيرة: «وردة»، «يا راضيا بالحب»، «وحياتي عندك»، «قادوا الشموع».